# Gloria Polanco
Pour les articles homonymes, voir Polanco.
Gloria Polanco est une femme politique colombienne, ancienne membre du Congrès de Colombie et veuve de l'ancien gouverneur du département de Huila, Jaime Lozada (es).
Elle a été enlevée et séquestrée par les FARC avec deux de ses fils (Juan Sebastián et Andrés Felipe) le 26 juillet 2001. En 2005, durant sa détention, son époux Jaime Lozada, fut assassiné par les FARC, peut-être parce qu'il ne réussissait pas à réunir l'argent réclamé pour la libération de sa femme et de ses enfants.

## Enlèvement
Gloria Polanco fut enlevée par les FARC le 26 juillet 2001 dans son appartement de la ville de Neiva par un commando de 50 guérilleros, qui capturèrent 13 personnes, dont Gloria et deux de ses enfants.
À la suite de cet enlèvement, Jaime Lozada décida de ne pas se représenter comme candidat à son poste de sénateur, mais présenta sa femme. Elle fut élue le 10 mars 2002, devenant par là même un otage précieux pour les FARC et échangeable dans l'accord humanitaire réclamé par la guérilla.
En son absence, le poste de sénateur fut occupé par Carlos Ramiro Chávarro, le numéro 2 de la liste.
Des pressions furent exercées par les FARC sur Jaime Lozada pour négocier la libération de ses enfants. Ces derniers rentrèrent chez eux le 13 juillet 2004. Il reçut par la suite des appels téléphoniques lui rappelant la "dette" qu'il avait encore avec les FARC. Il dut vendre sa ferme et son bétail, obtenir des emprunts bancaires, et emprunter de l'argent à ses amis. Malgré ses efforts, il lui manquait encore 30 % de la somme demandée pour la libération de sa femme. Jaime Lozada fut assassiné le 3 décembre 2005 dans une embuscade de la guérilla.
Toutefois, selon le témoignage d'un ex-guerillero ayant participé à l'enlèvement de Gloria Polanco, cette attaque aurait en fait été dirigée contre Carlos Ramiro Chavarro, un politicien local, et la mort de Jaime Lozada aurait donc été due à une erreur.

## Libération
Gloria Polanco fut libérée le 28 février 2008 en même temps que Luis Eladio Pérez, Orlando Beltrán et Jorge Géchem Turbay dans un geste de bonne volonté de la guérilla. Les coordonnées du lieu de leur libération furent transmises au gouvernement du président vénézuélien Hugo Chávez et à la sénatrice colombienne Piedad Cordoba. Le gouvernement vénézuélien se chargea de la récupération des otages.